# Saint-Sulpice-d'Excideuil
Saint-Sulpice-d'Excideuil is een gemeente in het Franse departement Dordogne (regio Nouvelle-Aquitaine) en telt 355 inwoners (1999). De plaats maakt deel uit van het arrondissement Nontron.

## Geografie
De oppervlakte van Saint-Sulpice-d'Excideuil bedraagt 19,3 km², de bevolkingsdichtheid is 18,4 inwoners per km².
De onderstaande kaart toont de ligging van Saint-Sulpice-d'Excideuil met de belangrijkste infrastructuur en aangrenzende gemeenten.

## Demografie
Onderstaande figuur toont het verloop van het inwonertal (bron: INSEE-tellingen).